# Complexo Esportivo de Deodoro

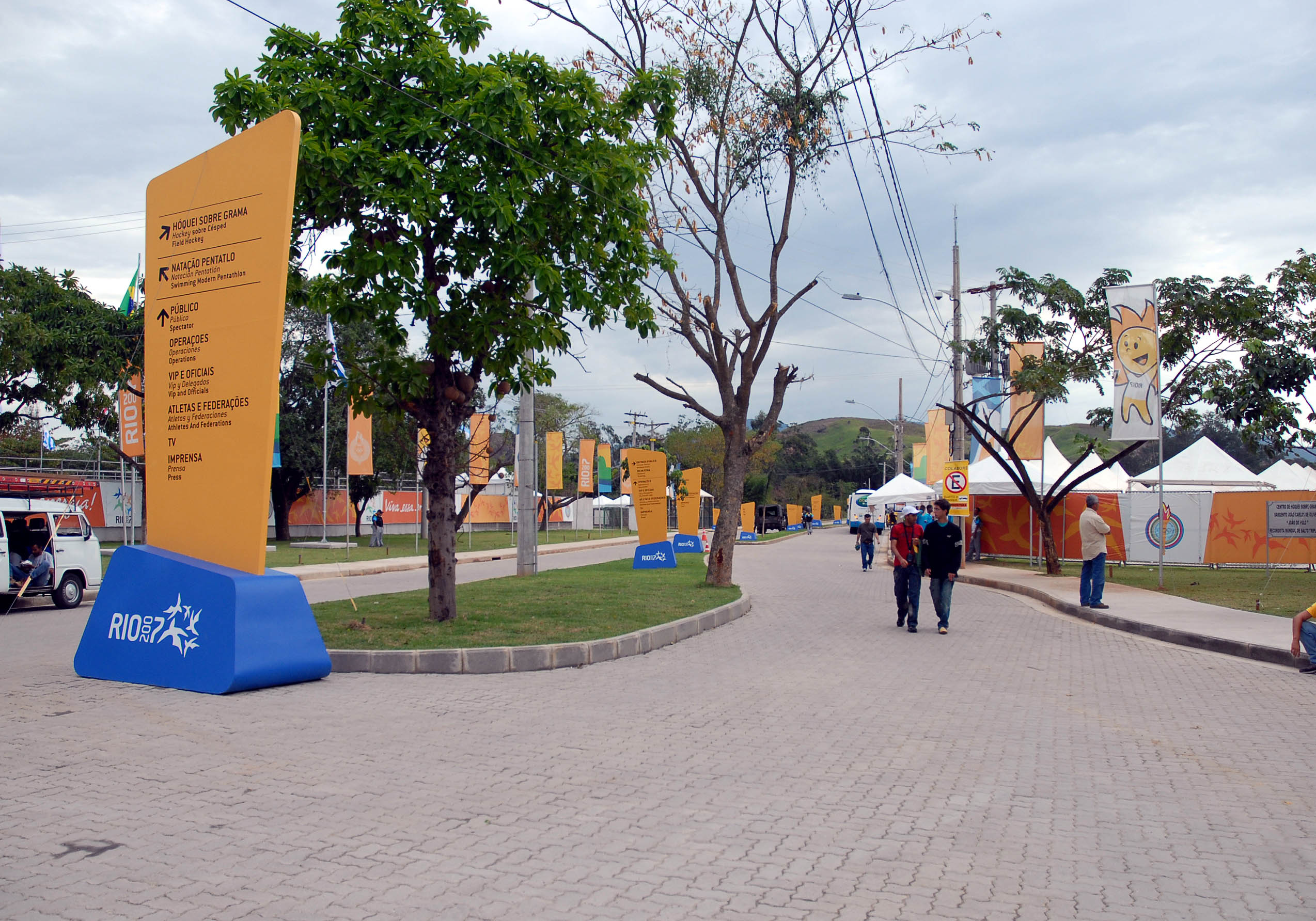
Área interna do Complexo durante os Jogos Panamericanos de 2007

Complexo Esportivo Deodoro é uma instalação da prefeitura do Rio de Janeiro em Deodoro, na Zona Oeste da cidade. Inicialmente criada para o Exército Brasileiro, por sua proximidade da Vila Militar, como "Círculo Militar de Deodoro", em 2005 a área foi comprada, e recebeu as provas de Hipismo, Hóquei, Pentatlo moderno (tiro, esgrima, natação, hipismo saltos e corrida), Tiro esportivo e Tiro com arco nos Jogos Pan-americanos de 2007, sendo renomeada como "Complexo Esportivo Deodoro", tendo uso público desde então. Em 2010 o local foi adaptado para receber novamente o pentatlo moderno nos Jogos Olímpicos de 2016, sendo renomeado como "Parque de Pentatlo Moderno".

## Dados

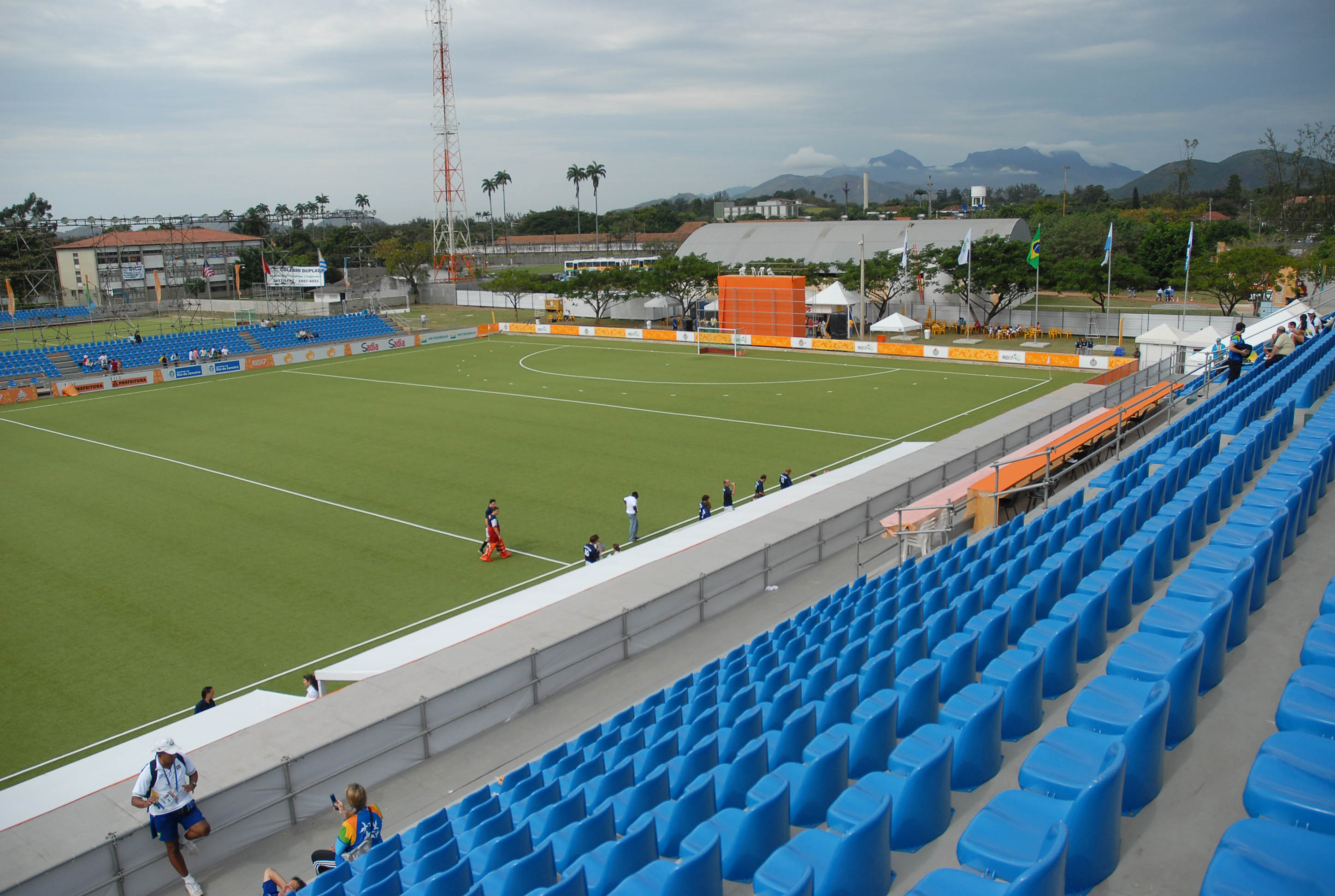
Área de competição do Hóquei sobre grama.

- Endereço: Avenida Duque de Caxias, 2.660
- Esportes: Hipismo (adestramento, CCE, saltos), Hóquei sobre Grama, Pentatlo Moderno, Tiro Esportivo e Tiro com Arco
- Período de utilização: 14 a 29 de julho
- Capacidades: 
  - Centro Nacional de Hipismo – 3.178 pessoas
  - Centro Nacional de Hóquei sobre Grama – 820 pessoas
  - Centro de Tiro com Arco – 300 pessoas
  - Centro Nacional de Tiro Esportivo – mil pessoas
  - Centro de Pentatlo Moderno Deodoro – 300 pessoas
- Área do local: 83 mil m² (Centro Nacional de Hipismo) e 2.500 m² (Centro de Hóquei sobre Grama)